# Identità di Woodbury
In matematica, particolarmente in algebra lineare, l'identità matriciale di Woodbury o matrix inversion lemma per matrici di aspetto n × n è data dalla seguente formula:
{\displaystyle \left({\textrm {A}}+{\textrm {UC}}{\textrm {V}}\right)^{-1}={\textrm {A}}^{-1}-{\textrm {A}}^{-1}{\textrm {U}}\left({\textrm {C}}^{-1}+{\textrm {VA}}^{-1}{\textrm {U}}\right)^{-1}{\textrm {VA}}^{-1}.}
In essa A e UCV sono matrici di aspetto n × n, mentre C è una matrice quadrata che può avere aspetto diverso r × r; conseguentemente U ha aspetto n × r e V aspetto r × n.

## Applicazioni
Questa identità risulta utile in elaborazioni numeriche nelle quali {\displaystyle \,A^{-1}} è già costruita e risulta necessario costruire {\displaystyle \,(A+UCV)^{-1}}. Essa risulta vantaggiosa quando A è numericamente preponderante rispetto a UCV che può considerarsi una sua piccola perturbazione. Se inoltre l'estensione di C
è molto più piccola di quella di A (r molto minore di n), possiamo ottenere il secondo membro invertendo solo due matrici di estensione ridotta.
Questo procedimento si applica, ad es., nel filtro di Kalman e
in altri metodi di stima dei minimi quadrati,
per rimpiazzare la soluzione parametrica, che richiede l'inversione
di una matrice quadrata di un ordine dato dalle dimensioni di un vettore di stato, con una soluzione basata su equazioni di condizione.
Nel caso del filtro di Kalman questa matrice ha le dimensioni del vettore delle osservazioni, fino a ridursi a 1 nel caso si elabori una sola nuova
osservazione per turno. L'utilizzo della identità di Woodbury spesso accelera significativamente calcoli del filtro che si devono effettuare in tempo reale.

## Dimostrazione
Consideriamo la seguente equazione:
{\displaystyle {\begin{bmatrix}{\textrm {A}}&{\textrm {U}}\\{\textrm {V}}&-{\textrm {C}}^{-1}\end{bmatrix}}{\begin{bmatrix}{\textrm {D}}_{11}&{\textrm {D}}_{12}\\{\textrm {D}}_{21}&{\textrm {D}}_{22}\end{bmatrix}}={\begin{bmatrix}{\textrm {I}}&0\\0&{\textrm {I}}\end{bmatrix}}}
Trascriviamo questa mediante quattro equazioni:
{\displaystyle {\begin{matrix}{\textrm {AD}}_{11}+{\textrm {UD}}_{21}&=&{\textrm {I}}\\{\textrm {AD}}_{12}+{\textrm {UD}}_{22}&=&0\\{\textrm {VD}}_{11}-{\textrm {C}}^{-1}{\textrm {D}}_{21}&=&0\\{\textrm {VD}}_{12}-{\textrm {C}}^{-1}{\textrm {D}}_{22}&=&{\textrm {I}}\end{matrix}}}
Di queste, solo la prima e la terza ci occorrono.
Addizioniamo la terza alla prima dopo aver moltiplicato per {\displaystyle {\textrm {UC}}}:
{\displaystyle \left({\textrm {A}}+{\textrm {UC}}{\textrm {V}}\right){\textrm {D}}_{11}={\textrm {I}}\,\Rightarrow \,{\textrm {D}}_{11}=\left({\textrm {A}}+{\textrm {UC}}{\textrm {V}}\right)^{-1}}
A questo punto si sottrae la prima dalla terza dopo aver moltiplicato per
{\displaystyle {\textrm {VA}}^{-1}}:
{\displaystyle \left(-{\textrm {C}}^{-1}-{\textrm {VA}}^{-1}{\textrm {U}}\right){\textrm {D}}_{21}=-{\textrm {VA}}^{-1}\,\Rightarrow \,{\textrm {D}}_{21}=\left({\textrm {C}}^{-1}+{\textrm {VA}}^{-1}{\textrm {U}}\right)^{-1}{\textrm {VA}}^{-1}}
Torniamo a sostituire nella prima equazione:
{\displaystyle {\textrm {AD}}_{11}+{\textrm {U}}\left({\textrm {C}}^{-1}+{\textrm {VA}}^{-1}{\textrm {U}}\right)^{-1}{\textrm {VA}}^{-1}={\textrm {I}}\,\Rightarrow {\textrm {D}}_{11}={\textrm {A}}^{-1}-{\textrm {A}}^{-1}{\textrm {U}}\left({\textrm {C}}^{-1}+{\textrm {VA}}^{-1}{\textrm {U}}\right)^{-1}{\textrm {VA}}^{-1}}
Ora abbiamo due differenti espressioni per la sottomatrice
{\displaystyle {\textrm {D}}_{11}} che dovrebbero essere identiche.
Otteniamo così:
{\displaystyle \left({\textrm {A}}+{\textrm {UC}}{\textrm {V}}\right)^{-1}={\textrm {A}}^{-1}-{\textrm {A}}^{-1}{\textrm {U}}\left({\textrm {C}}^{-1}+{\textrm {VA}}^{-1}{\textrm {U}}\right)^{-1}{\textrm {VA}}^{-1}.}
Con questa si completa la dimostrazione.